# Cocteau et compagnie
 (mars 2021).
Si vous disposez d'ouvrages ou d'articles de référence ou si vous connaissez des sites web de qualité traitant du thème abordé ici, merci de compléter l'article en donnant les références utiles à sa vérifiabilité et en les liant à la section « Notes et références ».
Pour plus de détails, voir Fiche technique et Distribution.
Cocteau et compagnie est un documentaire réalisé par Jean-Paul Fargier, sorti en 2003.

## Synopsis

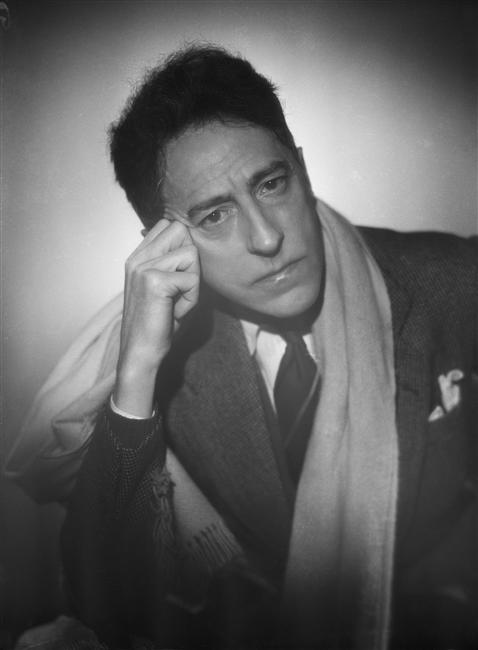
Jean Cocteau en 1945.

Le documentaire de Jean-Paul Fargier est un montage d'images animées, de nombreux dessins et d'interviews de Jean Cocteau (1889-1963), entrecoupés d'archives filmées de personnalités qu’il a rencontrées dans le but de nous raconter la vie explosive et prodigieuse de ce poète dont la soif de découvertes et de connaissances l'a conduit à se lier à tous les arts : les arts plastiques, la littérature et la poésie, le cinéma et le théâtre, la danse et la musique. Cet éclectisme a été alimenté tout au long de sa vie par une profusion de rencontres artistiques et amoureuses, de Stravinsky à Picasso, de Coco Chanel à Colette, de Raymond Radiguet à Jean Marais. Ce tourbillon de mondanités, cette profusion artistique ont inspiré ce documentaire, au regard d’un grand nombre d'archives qui nous font revisiter la vie artistique et parisienne d'alors. Une œuvre multiple, une vie qui en contient plusieurs.

Jean Cocteau et le pianiste de jazz Martial Solal.

Fargier manifeste sa volonté d'aller contre la réputation de touche-à-tout, de superficialité, de frivolité, de snobisme, attachée à Cocteau, en nous traçant un portrait original et érudit de l'artiste à partir d'une riche iconographie composée de photos, dessins et peintures, des répétitions de sa pièce de théâtre (Orphée), des prises de vue réelles, d'une sélection pertinente dans les nombreuses archives cinématographiques, télévisuelles et sonores qui lui sont consacrées. L’utilisation de la palette graphique permet de recréer la vivacité du trait de l'artiste, dont on voit les dessins apparaître ou disparaître progressivement à l'écran. Cocteau dessine aussi devant la caméra sur une vitre, à la manière du Mystère Picasso, le film de Clouzot.
« Quand je dessine j’écris et quand j’écris je dessine » : cette écriture en action, cette ligne qui se déploie, à la manière d'un musicien de jazz explique-t-il, constitue la figure centrale du documentaire. On le voit à l’œuvre en 1957, peignant les fresques en la chapelle Saint-Pierre de Villefranche-sur-Mer.
Le commentaire, à la première personne, dit par Daniel Mesguich, est composé d'extraits du journal de Cocteau Le Passé défini (1983), et de citations issues de son livre La Difficulté d'être (1947), témoignant de sa prodigieuse créativité ; il rend compte aussi de ses interrogations intimes sur  l’opium, les rêves, le cinéma, la religion, l'homosexualité et la mort. Hanté par cette dernière (celle, prématurée, de son suicidé de père, puis de son compagnon Raymond Radiguet à vingt ans ou celle de Max Jacob à Drancy) néanmoins, il ne la redoute pas : « Je n’ai peur que de la mort des autres, la vraie mort celle de ceux que j’aime ».
Une vie qui, derrière le brillant des apparences, fut en réalité teintée de doux-amer, voire de franc désespoir. La rencontre de Jean Marais, bientôt suivie d'une élection à l'Académie française, apportèrent un peu de baume à une âme inquiète.

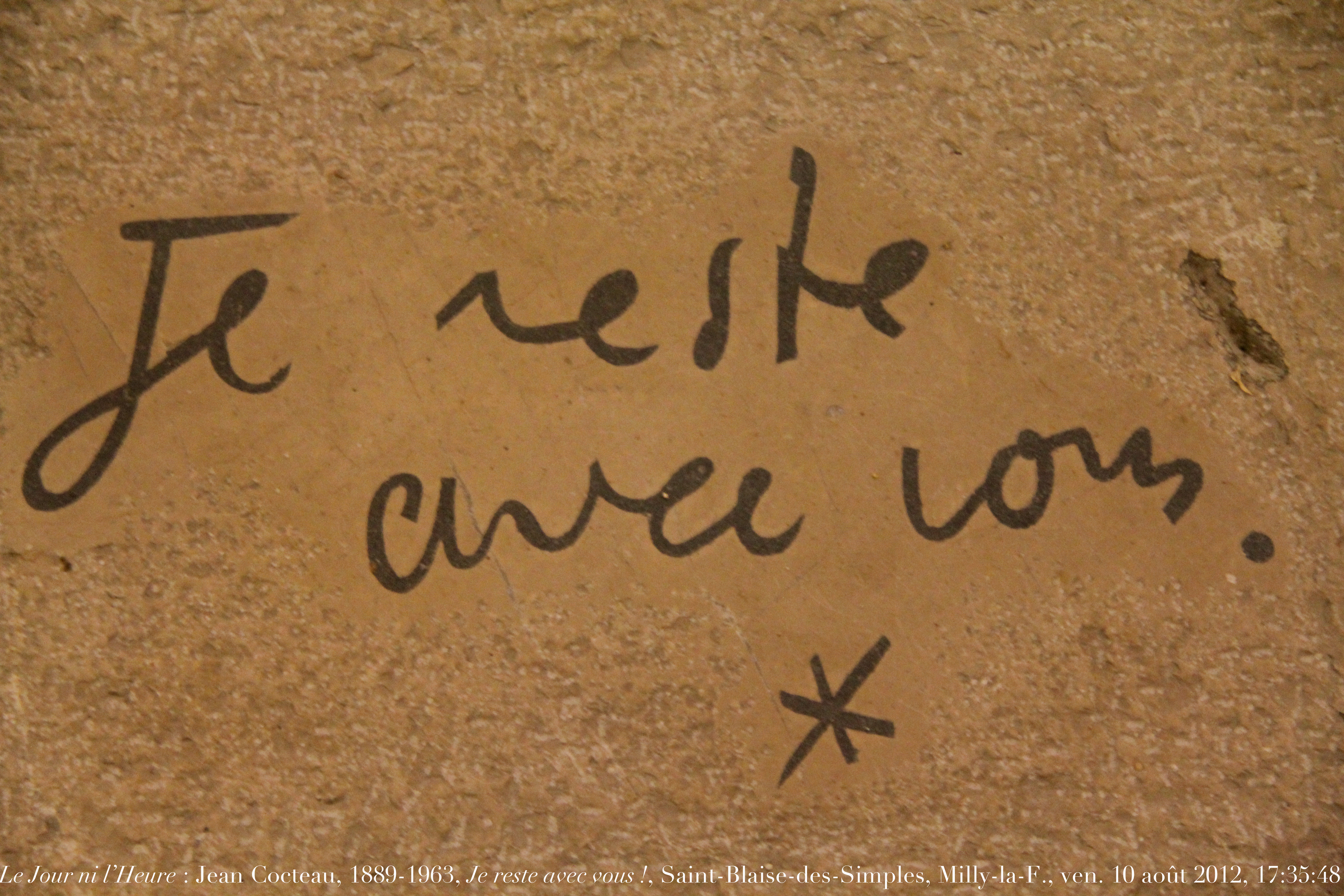
Épitaphe gravée sur la tombe de Jean Cocteau en la chapelle Saint-Blaise-des-Simples de Milly-la-Forêt.

Sur sa tombe où il fut enterré en 1963, en la chapelle Saint-Blaise-des-Simples de Milly-la-Forêt, qu’il avait décoré en 1959, il est gravé : « Je reste avec vous ».

## Fiche technique
- Titre original : Cocteau et compagnie
- Réalisation : Jean-Paul Fargier
- Textes de Cocteau lus par Daniel Mesguich
- Musique originale : Martial Solal
- Montage : Sandra Paugam
- Image : Jean-Michel Gautreau
- Son : Alain Philipon
- Électricité : Éric Pizon
- Documentation : Valérie Loth
- Trucages : La Sept Vidéo, Olivier Martin et Aurélia Gaud
- Conformation et étalonnage : Éric Salleron
- Sociétés de production : Cinétévé[2] – INA Entreprise Institut National de l’Audiovisuel
- Coproduction : France 5 – TV5 Monde
- Pays d'origine :   France
- Langue d'origine : français
- Genre : documentaire
- Format : Beta Numérique - couleur - noir et Blanc
- Durée : 52 minutes
- Date de sortie :  France 2003

## Participants
- Jean Cocteau : extraits d’interventions provenant des documents de l’INA : Les Actualités Françaises – Actualités Télévisées – Lecture pour tous (Jean Prat – 08/03/1955 – Cinépanorama (François Chalais et Jean Bescont – 03/10/1959) – En français dans le texte (Lazare Iglésis – 11/02/1960) – Gros plan : Jean Cocteau (Pierre Cardinal - 07/11/1960) – Télé-Philatélie (Gérard Herzog - 25/01/1961) – Portrait souvenir : Marcel Proust (Gérard Herzog – 11/01/1962) – Portrait souvenir : Jean Cocteau (Paul Seban – 20/01/1964)
- Mystinguett - Raymond Radiguet – Max Jacob – Roland Garros - Coco Chanel – Colette – Panama Al Brown – Charlie Chaplin – Picasso dans des extraits de documents visuels
- Jean Marais dans un extrait d’interview audio-visuel
- Martial Solal au piano est à l’image en ouverture du film
- Répétitions d’Orphée avec les acteurs : Yann Burlot, Sara Jeanne Drillaud et Gaëtan Vassart
- Extraits des films de Jean Cocteau : Le sang d’un poète, La Belle et la Bête, Le testament d’Orphée et d’un enregistrement sonore : Les parents terribles